# Karst de Sangkulirang-Mangkalihat
El karst de Sangkulirang-Mangkalihat es una zona kárstica de los distritos de Sub Kelay, Biatan, Talisayan, Batu Putih y Biduk-biduk Berau de la provincia de Kalimantan Oriental, en la isla de Borneo (Indonesia). Abarca una superficie de 105.000 hectáreas, incluida la península de Mangkalihat.
En mayo de 2015, se propuso su inclusión en la lista de Patrimonio de la Humanidad de la UNESCO. Las pinturas rupestres del interior de las cuevas de los karst de Sangkulirang-Mangkalihat se propusieron como geoparque en abril de 2017. Las pinturas fueron investigadas exhaustivamente por la Sala de Preservación del Patrimonio de Indonesia (BPCB) para su conservación.

## Flora y fauna
La zona se encuentra aguas arriba de cinco ríos principales de Berau y Kutai Oriental, a saber, el río Tabalar, el río Lesan, el río Pesab, el río Bengalon y el río Karangan. Existen reliquias antiguas, entre otras, cuevas, huesos y dientes de criaturas antiguas. Según los resultados de una expedición biológica realizada en 2004 por The Nature Conservancy y el Instituto Indonesio de Ciencias, se han identificado 120 especies de aves, 200 especies de insectos, una cucaracha gigante, 400 especies de flora y 50 especies de peces. Incluso en la región, precisamente en la montaña Beriun, existe un hábitat para orangutanes.